# Haçane-Jalal Daulá
Haçane-Jalal Daulá (em armênio/arménio:  Հասան Ջալալ Դոլա; séc. XIII, local desconhecido - 1261, Qazvin, Império Mongol), ou Jalal I (em armênio/arménio:  Ջալալ Ա), foi um iscano armênio, suserano de Khachen de 1214 a 1261. Originado da família principesca armênia dos arranxaíquidas, um ramo secundário do clã Siuni. Ancestral da família principesca Haçane-Jalaliã.
Em 1214, sucedeu a seu pai, Vactangue Tanguique II, como príncipe herdeiro de Khachen. Durante o seu governo, observou-se uma grande ascensão cultural e econômica, comum aos povos armênio e georgiano no início do século XIII. Haçane-Jalal fortaleceu significativamente o Principado de Khachen. Ele governou como rei de Artsaque e iniciou a dinastia Haçane-Jalaliã, cujos payazats governaram no gavar de Khachen de Artsaque até 1827.